# Macrophoma sugi
Macrophoma sugi är en svampart som beskrevs av Hara. Macrophoma sugi ingår i släktet Macrophoma och familjen Botryosphaeriaceae.   Inga underarter finns listade i Catalogue of Life.